# Władysław Jabłoński (prezydent)

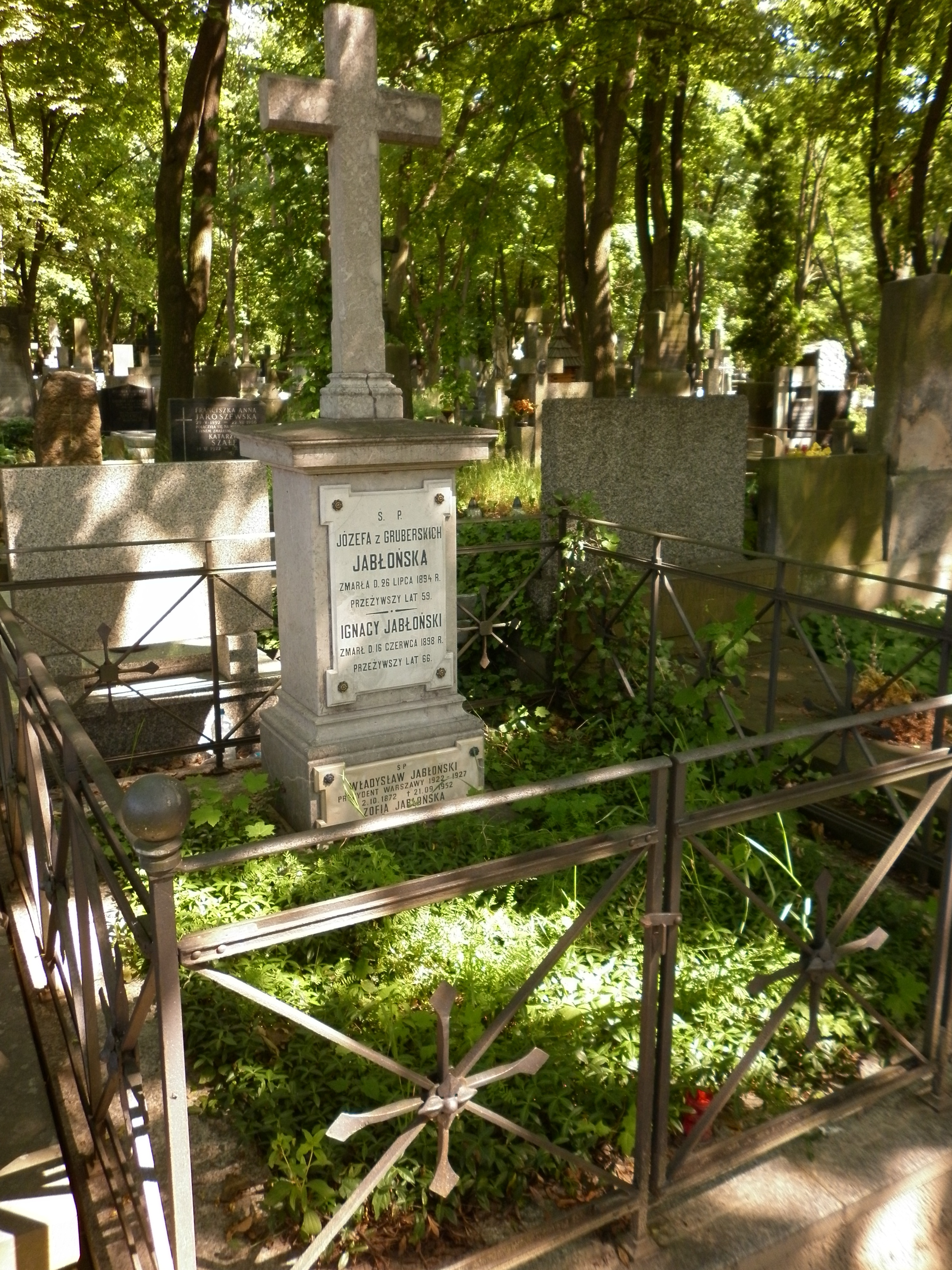
Grób Władysława Jabłońskiego

Władysław Jabłoński (ur. 2 października 1872 w Warszawie, zm. 21 września 1952 tamże)  – polski architekt, działacz samorządowy.

## Życiorys
Syn Ignacego i Józefy z Gruberskich. W 1890 ukończył szkołę techniczną w Warszawie. Studiował w Petersburgu i na politechnice w Wiedniu, gdzie uzyskał dyplom inżyniera architekta. Przez wiele lat był związany z Zarządem Miasta Warszawy. W 1918 był współzałożycielem, a następnie członkiem Zarządu Związków Zawodowych Pracowników Miejskich Warszawy. Był również naczelnym architektem miasta. Był wykładowcą budownictwa i materiałów budowlanych w ramach Kursów Wieczornych dla Techników (1909-1916) na Wydziale Technicznym Towarzystwa Kursów Naukowych w Warszawie. W latach 1907–1915 był także członkiem TKN.
Od 7 grudnia 1922 do 6 lipca 1927 był prezydentem miasta stołecznego Warszawy. Za jego prezydentury zostały zahamowane skutki inflacji w miejskiej gospodarce. Znacznej rozbudowie uległ przemysł i usługi miejskie. Rozwinęło się również budownictwo mieszkaniowe.
Pochowany na cmentarzu Powązkowskim w Warszawie (kwatera 63-4-6,7).

## Ordery i odznaczenia
- Krzyż Komandorski Orderu Odrodzenia Polski (2 maja 1924)[5][6]
- Oficer Orderu Legii Honorowej (Francja)